# Peterbilt

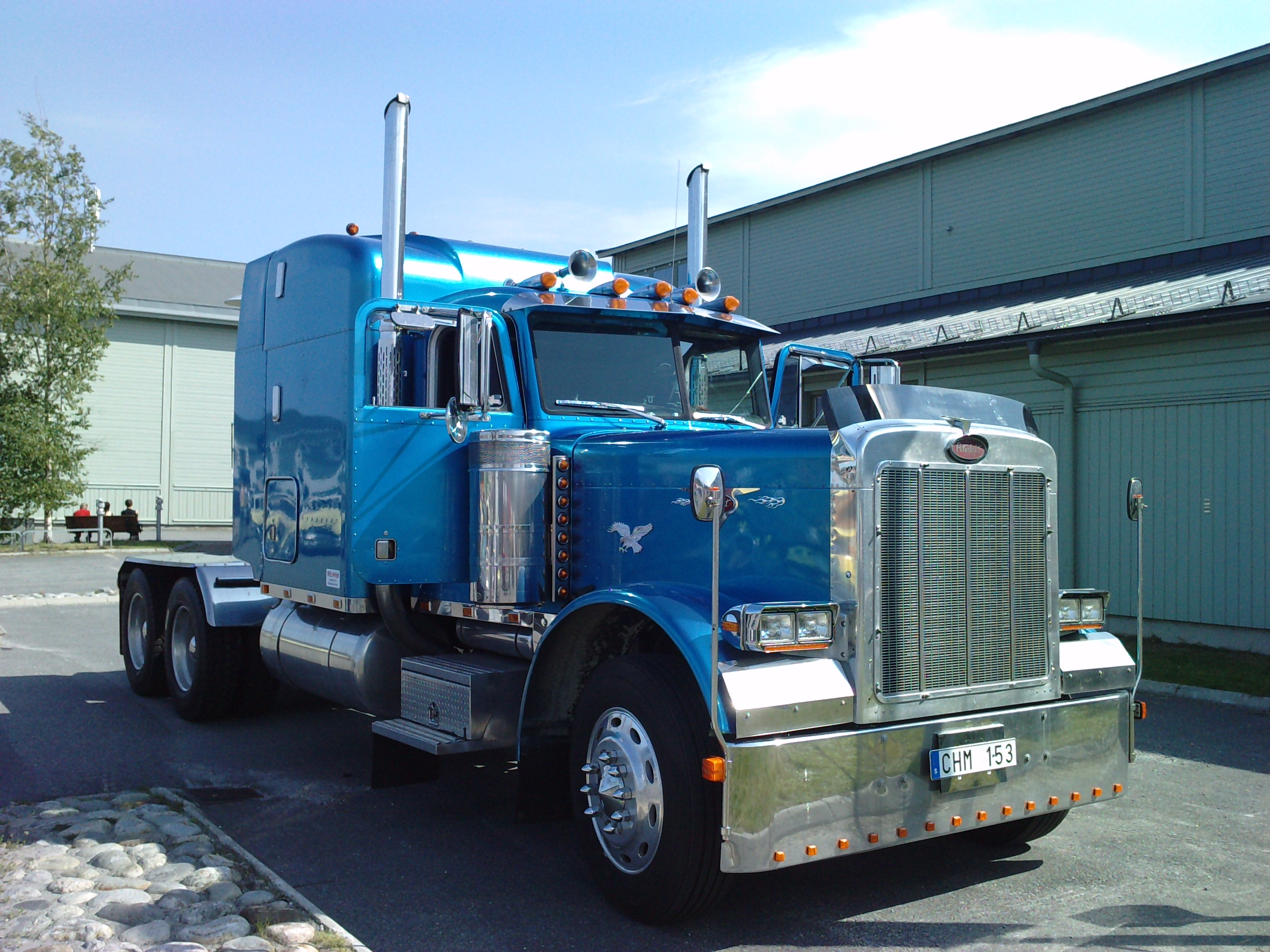
En Peterbilt 379 i Umeå.

Peterbilt är en amerikansk lastbilstillverkare som ingår i Paccarkoncernen som ett dotterbolag till nederländska DAF. Företaget grundades år 1939 och tillverkar främst tunga lastbilar. Huvudkontoret ligger i Denton i Texas.

## Historia
Peterbilt grundades av skogsföretagaren T.A. Peterman då han var i behov av förbättrade transportmöjigheter för att kunna få sitt timmer till sågverken på ett bra sätt. Han började med att bygga lastbilar av arméns överskottsfordon. Fageol Motors i Oakland i Kalifornien hade gått i konkurs 1932 och Peterman köpte tillgångarna för att på så sätt kunna bygga särskilda påbyggnader för timmerbilar. År 1939 startade han försäljning av lastbilar.
Peterman avled 1945. Hans fru Ida Peterman sålde företaget till fem av cheferna inom organisationen, som utökade verksamheten och tog allt större marknadsandelar. År 1958 aviserade Ida Peterman planer på att sälja fastigheten i Oakland för att utveckla ett shoppingcenter. Aktieägarna ville inte investera i en ny fabrik och sålde därför till Paccar. Paccar (Pacific Car & Foundry Co), då främst en tillverkare av järnvägsvagnar, var ute efter att expandera inom lastbiltillverkning efter att ha förvärvat Kenworth 1945.

## Sleeper (sovhytt)
Under 1960- och 1970-talen kombinerade Peterbilt en Kenworth-sovhytt med Peterbilts karosser och inredningar. Sovhytten fanns i två storlekar: 30 och 36 tum. Om en köpare ville ha en större sovhytt kunde man beställa detta av Peterbilt, som då samarbetade med Mercury Sleepers för att bygga 40- och 60-tumshytter samt specialanpassade sovhytter i övrigt. Mercury levererade hytterna i polerad aluminium eller målad efter kundens beställning. Under 1978 fick Peterbilts ingenjörer i uppdrag att göra en större sovhytt. De tog fram en 63-tumshytt med rundade dörrar och med en liten gång från förarhytten. Sovhytten, som ingenjörerna gav smeknamnet "Big Mamoo", introducerades på en 359-127"-modell och kan ses i 1978 års broschyr "Rest in class." (Vila med klass). Denna lastbil var också den första med rektangulära strålkastare. Den första sovhytten med hög takhöjd monterades på en 359-modell år 1986 och med förändringar (ingen höger framdörr) som sedan användes i 379-familjen. År 1994 kom Unibiltsovhytten med luftfjädring, men endast som tillval. UltraSleeper var Peterbilts hittills största och mest påkostade med en längd av 70 tum. Det finns en dörröppning på höger sida, ett bord, en garderob och ytterligare en liten garderob tillgänglig från förarens sida. I denna lilla garderob kan stövlar, handskar och andra fuktiga saker förvaras. Den sista UltraSleeper-hytten byggdes 2005.